# Ust-Nera
Ust-Nera (russisch Усть-Нера, jakutisch Уус Ньара/Uus Njara) ist eine Siedlung städtischen Typs in der ostsibirischen Republik Sacha (Jakutien) in Russland mit 6463 Einwohnern (Stand 14. Oktober 2010). Sie ist größter Ort und Verwaltungssitz des Oimjakonski ulus.

## Geografie
Ust-Nera liegt 870 km nordöstlich der Republikshauptstadt Jakutsk, im Tscherskigebirge an der Mündung der Nera in den Mittellauf der Indigirka (der Namensbestand Ust ist vom russischen ustje, Mündung, abgeleitet).
Das Klima ist ausgeprägt hochkontinental. Der Ort liegt damit in einem der kältesten bewohnten Gebiete der Erde: der „Kältepol“ Oimjakon liegt etwa 125 km Luftlinie südlich von Ust-Nera.
Ust-Nera ist Verwaltungszentrum des Oimjakonski ulus (entsprechend einem Rajon).
Der Ort ist über eine befestigte Straße mit dem Zentrum der benachbarten Oblast Magadan am Ochotskischen Meer verbunden. Nach Jakutsk gibt es keine ganzjährig befahrbare Straßenverbindung. Ust-Nera hat einen Flugplatz (IATA-Code USR), es besteht eine tägliche Verbindung nach Jakutsk.

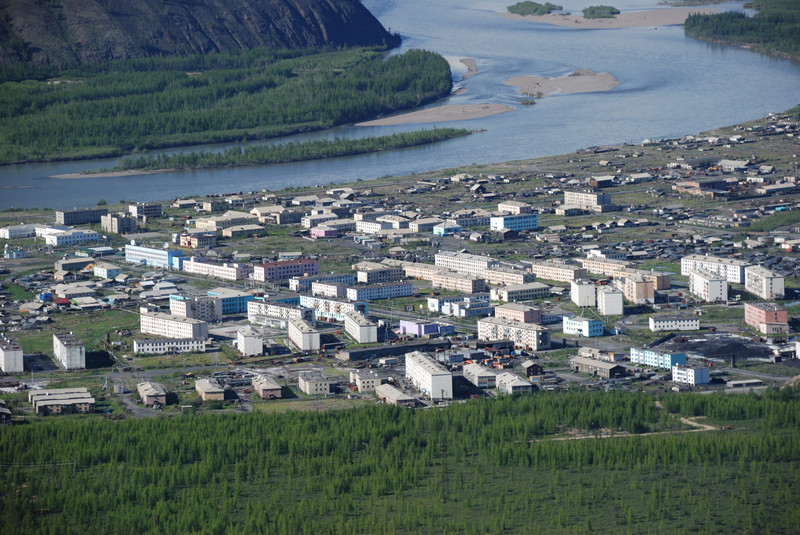
Blick auf Ust-Nera mit der Indigirka
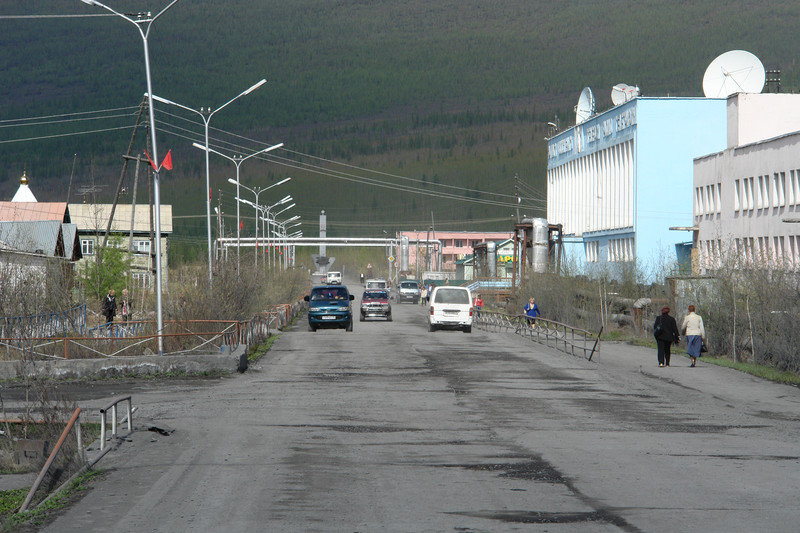
Straße in Ust-Nera (2011)
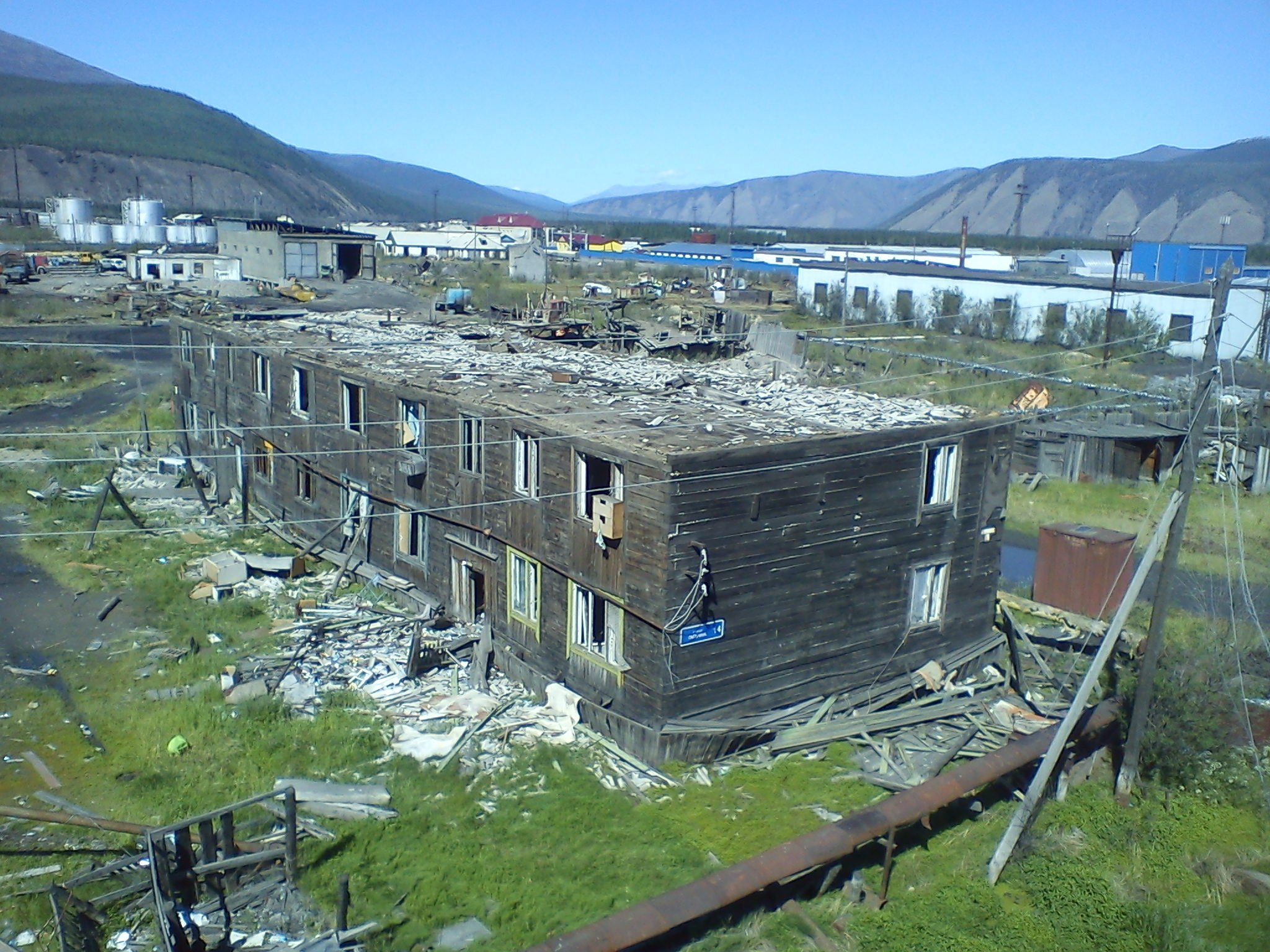
Gewerbegebiet und Ruinen (2016)
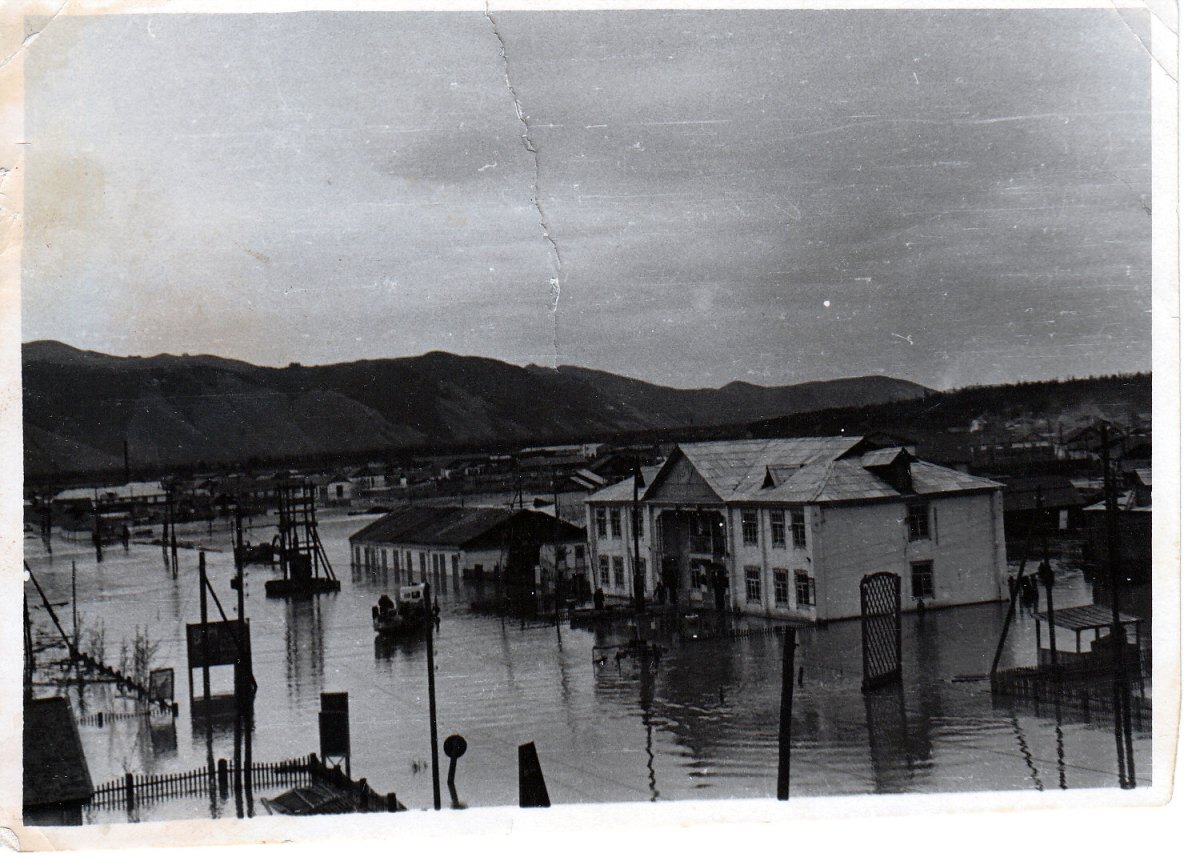
Überschwemmung 1959
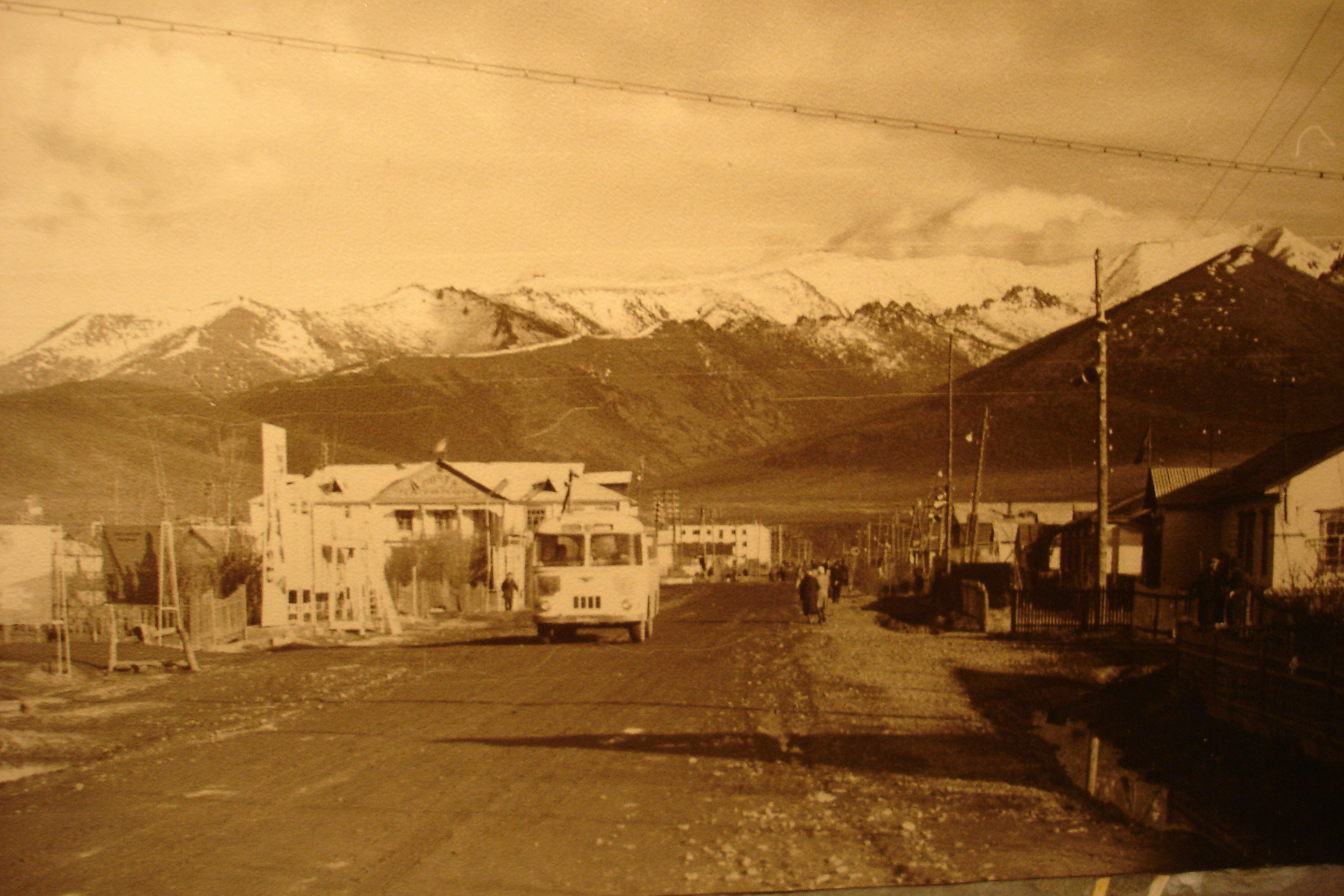
Ust-Nera Anfang der 1960er Jahre

## Geschichte
Der Ort entstand im Zusammenhang mit der Entwicklung des Goldbergbaus an der Kolyma und Indigirka Ende der 1930er Jahre. 1950 erhielt es den Status einer Siedlung städtischen Typs. Am 3. Juni 1954 übernahm es die Funktion als Verwaltungssitz des seit 20. Mai 1931 bestehenden Oimjakonski rajon (Ulus) vom namensgebenden Dorf Oimjakon.
Als Sitz des Arbeitslagers IndigirLag (Indigirka-ITL) des Dalstroi von 1949 bis 1958 war Ust-Nera eines der Zentren des Gulag in diesem Teil Sibiriens.

### Bevölkerungsentwicklung
| Jahr | Einwohner |
| ---- | --------- |
| 1959 | 10.789    |
| 1970 | 7.820     |
| 1979 | 10.399    |
| 1989 | 12.535    |
| 2002 | 9.457     |
| 2010 | 6.463     |

Anmerkung: Volkszählungsdaten

## Wirtschaft
Hauptwirtschaftszweig in und um Ust-Nera ist der Goldbergbau. Es gibt zudem Ansätze für die Entwicklung von Tourismus (insbesondere Bergtouren, auch im Winter).